# Spathius priscus
Spathius priscus är en stekelart som beskrevs av Nixon 1943. Spathius priscus ingår i släktet Spathius och familjen bracksteklar. Inga underarter finns listade i Catalogue of Life.